# Damernas bom i gymnastik vid olympiska sommarspelen 2004
Damernas bom i gymnastik vid olympiska sommarspelen 2004 avgjordes den 15 och 23 augusti i O.A.C.A. Olympic Indoor Hall.

## Medaljörer
| Gren         | Guld                    | Silver              | Brons                     |
| Damernas bom | Cătălina Ponor Rumänien | Carly Patterson USA | Alexandra Eremia Rumänien |

## Resultat

### Final
| Placering | Gymnast                | Start- värde | Brasilien | Argentina | Uzbekistan | Finland | Slovenien | Frankrike | Straff | Totalt |
| --------- | ---------------------- | ------------ | --------- | --------- | ---------- | ------- | --------- | --------- | ------ | ------ |
|           | Cătălina Ponor (ROU)   | 10.00        | 9.80      | 9.80      | 9.80       | 9.75    | 9.75      | 9.80      | —      | 9.787  |
|           | Carly Patterson (USA)  | 10.00        | 9.80      | 9.75      | 9.80       | 9.75    | 9.75      | 9.80      | —      | 9.775  |
|           | Alexandra Eremia (ROU) | 10.00        | 9.70      | 9.70      | 9.70       | 9.65    | 9.70      | 9.70      | —      | 9.700  |
| 4         | Anna Pavlova (RUS)     | 10.00        | 9.55      | 9.65      | 9.70       | 9.55    | 9.50      | 9.60      | —      | 9.587  |
| 5         | Courtney Kupets (USA)  | 9.80         | 9.40      | 9.50      | 9.30       | 9.25    | 9.35      | 9.45      | —      | 9.375  |
| 6         | Zhang Nan (CHN)        | 10.00        | 9.25      | 9.25      | 9.25       | 9.20    | 9.20      | 9.25      | —      | 9.237  |
| 7         | Li Ya (CHN)            | 9.80         | 9.05      | 9.10      | 9.05       | 9.05    | 8.90      | 9.05      | —      | 9.050  |
| 8         | Allana Slater (AUS)    | 9.70         | 8.75      | 8.75      | 8.75       | 8.75    | 8.75      | 8.70      | —      | 8.750  |